# 阿徹 (愛荷華州)
阿徹（英語：Archer）是美国艾奥瓦州奧布賴恩縣下轄的一个城市。2010年人口统计为131人。